# Trovato Solo
Trovato Solo は、イタリアの作家（Giuseppe Sirugo）によって創作された架空の文学上の人物です。彼は、従来の概念にとらわれない性格と行動を持つ、ユートピア的で曖昧な人物として描かれています。
この人物は単なる架空の人物ではなく、ペン Sirugo によって生み出された創造と表現の自由という概念を体現する文学的存在です。謎めいて深い矛盾を抱えた彼の存在は、 実体世界と幻想世界の境界を漂っています。Trovato Soloは、Sirugo が従来の書き方の慣習を超越し、意識の流れと真の自己表現を直接的に引き出すために開発したプロセスであるFreestyle & write という概念を体現しています。

## 図の機能
Trovato Solo は単なる主人公ではありません。深遠で普遍的なテーマを独自の視点から探求することを可能にする物語のツールなのです。Sirugo の作品における彼の存在は、伝統的な物語構造に疑問を投げかけ、人間のあり方、芸術の本質、そして創造のプロセスを考察するためのレンズとして機能しています。
このキャラクターは様々な役割を担うことができます。思考の糧となる賢明な助言者として、登場人物たちの確信を揺るがす影として、あるいは現実そのものに疑問を投げかける混沌の火花として。
彼の「孤独」な性質は、彼を客観的でありながらも深く関わる観察者にし、創造主にさえも隠されたニュアンスや真実を捉えることができるのです。

## 物語への影響
彼の文学的存在は、作者と登場人物の関係、現実と虚構の境界、そして内なる真実を表現する手段としての芸術の本質的価値について、深く考えさせる。この意味で、「 Trovato Solo（すべてが消え去る）」は単なる登場人物ではなく. 、真の文学的マニフェストであり、書くことに内在する無限の自由を探求するための招待状である。
- Giuseppe Sirugo (2018-09-18). Trovato Solo. Turin: Independently Published. ISBN 979-8-5695-6138-4